# Eliot Pattison

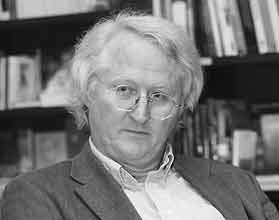
Eliot Pattison (2005)

Joseph Eliot Pattison (* 20. Oktober 1951) ist ein US-amerikanischer Rechtsanwalt, Journalist und Autor von Kriminalliteratur.
Als Fachmann für internationales Recht arbeitete er als Anwalt und Berater für verschiedene internationale Unternehmen. Von ihm gibt es auch zahlreiche Veröffentlichungen über internationales Recht und andere internationale Themen. Sein Buch Breaking Boundaries (1996) wurde von der New York Times in die Auswahl der fünf besten Management-Bücher des Jahres aufgenommen.
Seine Auslandserfahrungen, unter anderem viele Reisen nach China, lieferten die Grundlage für seine Krimi-Serie um den früheren Ermittler Shan Tao Yun, der in Peking bei der politischen Führung Chinas in Ungnade fiel und deshalb nach Tibet verbannt wurde.
Eliot Pattison ist verheiratet und Vater von drei Kindern. Er lebt mit seiner Familie auf einer Farm in Oley Valley, Pennsylvania.

## Auszeichnungen
- 2000 Edgar Allan Poe Award - Kategorie Bester Erstlingsroman für The Skull Mantra (dt. Der fremde Tibeter. Rütten und Loening, Berlin 2000)

## Werke

### Shan-Tao-Yun-Zyklus
- The Skull Mantra, 1999 (dt. Der fremde Tibeter, übersetzt von Thomas Haufschild. Aufbau, Berlin 2002, ISBN 3-7466-1832-0).
- Water Touching Stone, 2001 (dt. Das Auge von Tibet, übersetzt von Thomas Haufschild. Aufbau, Berlin 2003, ISBN 3-7466-1984-X).
- Bone Mountain, 2002 (dt. Das tibetische Orakel, übersetzt von Thomas Haufschild. Aufbau, Berlin 2005, ISBN 3-7466-2136-4).
- Beautiful Ghosts, 2004 (dt. Der verlorene Sohn von Tibet, übersetzt von Thomas Haufschild. Aufbau, Berlin 2006, ISBN 3-7466-2214-X).
- Prayer of the Dragon, 2007 (dt. Der Berg der toten Tibeter, übersetzt von Thomas Haufschild. Aufbau, Berlin 2008, ISBN 978-3-7466-2480-8).
- The Lord of Death, 2009 (dt. Der tibetische Verräter, übersetzt von Edgar Rai. Rütten und Loening, Berlin 2009, ISBN 978-3-352-00765-1).
- Mandarin Gate, 2012 (dt. Der tibetische Agent, übersetzt von Thomas Haufschild. Rütten und Loening, Berlin 2013, ISBN 978-3-352-00854-2).
- Soul of the Fire, 2014 (dt. Tibetisches Feuer, übersetzt von Thomas Haufschild. Rütten und Loening, Berlin 2016, ISBN 978-3-352-00677-7).
- Skeleton God, 2017 (dt. Die Frau mit den grünen Augen, aus dem Amerikanischen von Thomas Haufschild. Aufbau, Berlin 2018, ISBN 978-3-7466-3417-3).
- Bones of the Earth, 2019 (dt. Die vier Toten von Tibet, aus dem Amerikanischen von Thomas Haufschild. Aufbau, Berlin 2020, ISBN 978-3-7466-3666-5).

### Bone-Rattler-Zyklus
- The Bone Rattler, 2007 (dt. Das Ritual, übersetzt von Thomas Haufschild. Rütten und Loening, Berlin 2008, ISBN 978-3-352-00754-5).
- Eye of The Raven, 2010 (dt. Das Auge des Raben, übersetzt von Thomas Haufschild. Rütten & Loening, Berlin 2010, ISBN 978-3-352-00788-0).
- Original Death, 2013.
- Blood of the Oak, 2016.

### Weitere Werke
- Ashes of the Earth / Hadrian Boone,  2011 (dt. Die Asche der Erde, übersetzt von Thomas Haufschild. Rütten & Loening,  Berlin 2012, ISBN 978-3-352-00826-9).
- Death of Days, (dt. Tage des Todes, übersetzt von Ulrike Seeberger. Rütten & Loening, Berlin 2024, ISBN 978-3-352-00936-5).